# Vandeln (Ramsjö socken, Hälsingland, 691189-149577)
Vandeln är en sjö i Ljusdals kommun i Hälsingland och ingår i Ljungans huvudavrinningsområde. Sjön har en area på 0,976 kvadratkilometer och ligger 377,1 meter över havet. Sjön avvattnas av vattendraget Vandelnån.

## Delavrinningsområde
Vandeln ingår i det delavrinningsområde (691249-149761) som SMHI kallar för Mynnar i Mellansjön. Medelhöjden är 418 meter över havet och ytan är 15,27 kvadratkilometer. Det finns inga avrinningsområden uppströms utan avrinningsområdet är högsta punkten. Vandelnån som avvattnar avrinningsområdet har biflödesordning 3, vilket innebär att vattnet flödar genom totalt 3 vattendrag innan det når havet efter 161 kilometer. Avrinningsområdet består mestadels av skog (73 procent). Avrinningsområdet har 1,1 kvadratkilometer vattenytor vilket ger det en sjöprocent på 7,2 procent.